# Första slaget vid Uji
Det första slaget vid Uji är berömt som striden som startade Genpei-kriget.
I maj 1180 blev prins Mochihito, Minamoto-klanens tronpretendent till den kejserliga tronen jagad av Taira-klanens styrkor till Mii-dera, ett buddhisttempel vid foten av Hiei-berget, i Shiga-prefekturen, nära Kyoto.

## Slaget
Minamoto no Yorimasa eskorterade prins Mochihito med Minamoto-klanens armé och ett antal krigarmunkar (sōhei, 僧兵, bokstavligen ”krigarmunk”) från Mii-dera, söderut mot Nara.
Styrkan korsade Uji-floden, i närheten av Byōdō-in och förstörde bron bakom sig, för att försvåra Tairastyrkan som förföljde dem.

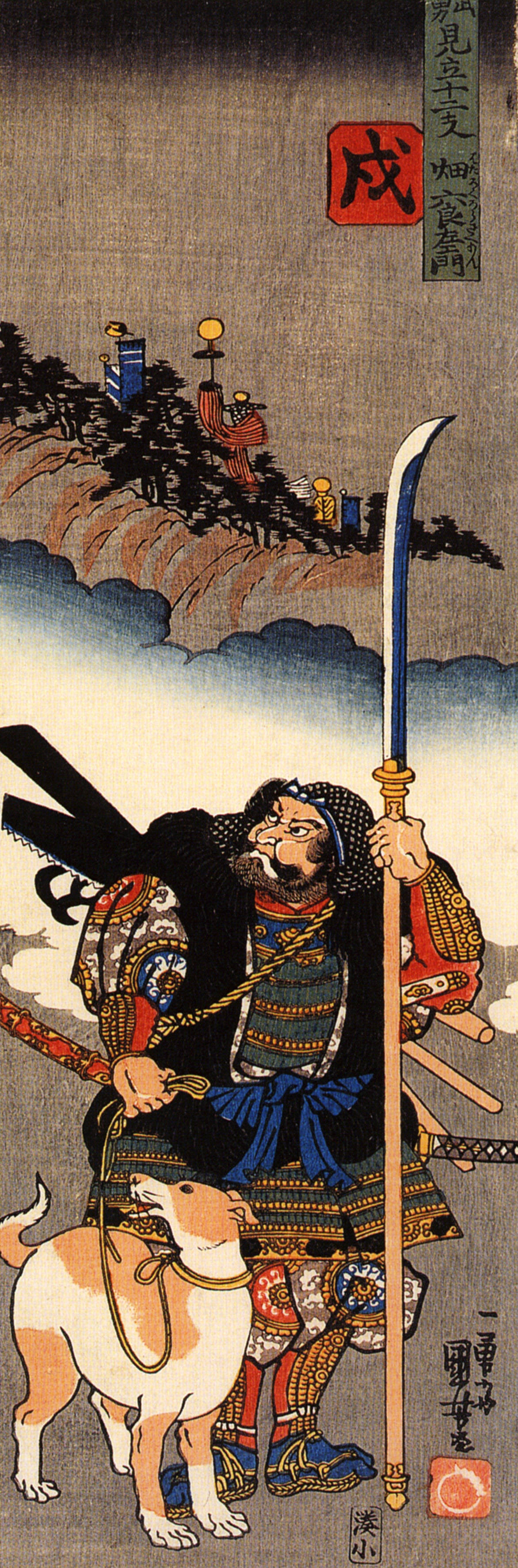
Samuraj med naginata

I Heike Monogatari nämns särskilt tre krigarmunkar: Gochi-in no Tajima, Tsutsui Jōmyō Meishū och Ichirai Hōshi. Dessa tre, tillsammans med manga andra munkar från Mii-dera, kämpade med pil och båge, med svärd och dolkar och med naginata.
Emellertid korsade Taira-armén floden fastän bron var förstörd och hann upp Minamotos styrka. Yorimasa försökte hjälpa prinsen att undkomma, men blev fälld med en pil. Han begick seppuku hellre än att överlämna sig till fienden. Det här ses som den första kända rituella harakirin i historien.
Kort därefter fångades prins Mochihito av Taira-soldater och dödades.